# Acronicta caerulescens
Acronicta caerulescens là một loài bướm đêm trong họ Noctuidae.